# Norddeutsche Bundesmarine
La Norddeutsche Bundesmarine ou Marine fédérale de l'Allemagne du Nord était la marine de la Confédération de l'Allemagne du Nord, créée à partir de la Marine prussienne. Elle deviendra la Kaiserliche Marine (Marine impériale allemande), en 1871.